# Миллен, Эри
Эри Миллен (англ. Ari Millen, род. 19 января 1982 года, Кингстон, Онтарио, Канада) — канадский актёр, наиболее известный по сериалу «Тёмное дитя».

## Биография
Эри Миллен родился в Кингстоне, Онтарио, и в 2007 году окончил со степенью бакалавра Университет Райерсона. Он сыграл около 40 ролей в кино и на телевидении, в том числе в сериалах «Регенезис», «Никита», «Копы-новобранцы» и «Царство».
Миллен известен благодаря нескольким ролям в сериале BBC America «Тёмное дитя». Он присоединился к шоу в ходе второго сезона, а в третьем был повышен до основного состава, играя мужские клоны. В ходе третьего сезона Миллен, игравший четырёх разных персонажей, получил похвалу от телевизионных критиков.

## Фильмография
| Год       |   | Русское название | Оригинальное название | Роль                                                     |
| --------- | - | ---------------- | --------------------- | -------------------------------------------------------- |
| 2011      | ф |                  | Monster Brawl         | доктор Игора                                             |
| 2011      | ф |                  | Exit Humanity         | Уэйн                                                     |
| 2012      | ф |                  | Embryonic             | Чад Конерко                                              |
| 2013—2013 | с |                  | State of Syn          | Хоук                                                     |
| 2014      | ф |                  | Ejecta                | агент Раддер                                             |
| 2014      | ф |                  | Hellmouth             | Гарри                                                    |
| 2014—2017 | с | Тёмное дитя      | Orphan Black          | Марк Роллинс / Руди / Миллер / Айра Блэр / Сет / Парсонс |
| 2015      | с | 12 обезьян       | 12 Monkeys            | Адам Векслер                                             |
| 2015      | ф |                  | Hunter's Moon         | Рэми                                                     |
| 2015      | ф |                  | Farhope Tower         | Генри                                                    |
| 2016      | ф | 11.22.63         | 11.22.63              |                                                          |
|           | ф |                  | Rupture               | [ 6 ]                                                    |